# Tortula elaphrotricha
Tortula elaphrotricha là một loài Rêu trong họ Pottiaceae. Loài này được (Müll. Hal.) Broth. ex Watts & Whitel. miêu tả khoa học đầu tiên năm 1902.